# 終結式
数学において、終結式（しゅうけつしき、英: resultant）とは、2つの多項式の係数から構成される式である。そうして終結式の値が零になることと2つの多項式が（係数体の分解体上で）共通零点を持つことは同値になる。このことから2つの多項式が共通零点を持つための必要十分条件が元の多項式の係数の多項式として得られる。具体的には、次のようにして定義される：
多項式
f(x) = anxn + an−1xn−1 + … + a1x + a0 (an ≠ 0)
の重複を含めた根を α1, …, αn,
g(x) = bmxm + bm−1xm−1 + … + b1x + b0 (bm ≠ 0)
の重複を含めた根を β1, …, βm
とするとき、f, g の終結式 {\displaystyle \operatorname {Res} (f,g)} を、次の等式のどちらかで定義する：
{\displaystyle {a_{n}}^{m}{b_{m}}^{n}\textstyle \prod \limits _{i,j}(\alpha _{i}-\beta _{j})={\begin{vmatrix}a_{n}&a_{n-1}&\cdots &\cdots &a_{0}&&\\&\ddots &\ddots &&&\ddots &\\&&a_{n}&a_{n-1}&\cdots &\cdots &a_{0}\\b_{m}&b_{m-1}&\cdots &b_{0}&&&\\&\ddots &\ddots &&\ddots &&\\&&\ddots &\ddots &&\ddots &\\&&&b_{m}&b_{m-1}&\cdots &b_{0}\end{vmatrix}}}
（対角成分に an が m個、b0 が n個）
右辺はシルヴェスター行列の行列式である。
終結式が 0 であることと2つの多項式が共通根を持つことは同値である。
多項式 f の導関数を f' で表すと、{\displaystyle \operatorname {Res} (f,f')} は f の判別式に等しい。
終結式は、数論で広く用いられている。有理係数あるいは多項式係数の2つの多項式の終結式はコンピュータで効率的に計算できる。それは計算機代数の基本的なツールであり、たいていの数式処理システムの組み込み関数である。それはとりわけ、柱形代数分解 (CAD), 有理関数の逆微分、二変数代数方程式によって定義された曲線の描画に対して使われる。

## 2つの定義式が等しいことの証明
多項式
f(x) = anxn + an−1xn−1 + … + a1x + a0 (an ≠ 0)
の重複を含めた根を α1, …, αn,
g(x) = bmxm + bm−1xm−1 + … + b1x + b0 (bm ≠ 0)
の重複を含めた根を β1, …, βm
とするとき、次の等式が成り立つ：
{\displaystyle {a_{n}}^{m}{b_{m}}^{n}\textstyle \prod \limits _{i,j}(\alpha _{i}-\beta _{j})={\begin{vmatrix}a_{n}&a_{n-1}&\cdots &\cdots &a_{0}&&\\&\ddots &\ddots &&&\ddots &\\&&a_{n}&a_{n-1}&\cdots &\cdots &a_{0}\\b_{m}&b_{m-1}&\cdots &b_{0}&&&\\&\ddots &\ddots &&\ddots &&\\&&\ddots &\ddots &&\ddots &\\&&&b_{m}&b_{m-1}&\cdots &b_{0}\end{vmatrix}}}
（対角成分に an が m個、b0 が n個）
ここでは、文献に掲載されている方法により証明する。
（証明）
{\displaystyle A:={\begin{bmatrix}a_{n}&a_{n-1}&\cdots &\cdots &a_{0}&&\\&\ddots &\ddots &&&\ddots &\\&&a_{n}&a_{n-1}&\cdots &\cdots &a_{0}\\b_{m}&b_{m-1}&\cdots &b_{0}&&&\\&\ddots &\ddots &&\ddots &&\\&&\ddots &\ddots &&\ddots &\\&&&b_{m}&b_{m-1}&\cdots &b_{0}\end{bmatrix}}}
とおく。A の第1～m行を an で、第(n + 1)～(m + n)行を bm で割ると、根と係数の関係より、成分は、0 か 1 か、α1, …, αn または β1, …, βm の基本対称式になる。
故に {\displaystyle {\tfrac {1}{{a_{n}}^{m}{b_{m}}^{n}}}|A|} は、α1, …, αn; β1, …, βm の多項式である。
αi = βj の時を考える。αi = βj =: λ とし、
{\displaystyle {\boldsymbol {x}}:={}^{t}(\lambda ^{n+m-1},\cdots ,\lambda ,1)}  （t は転置を表す）
とおく。{\displaystyle \textstyle \sum \limits _{i=0}^{n}a_{i}\lambda ^{i}=\sum \limits _{j=0}^{m}b_{j}\lambda ^{j}=0} より、
{\displaystyle A{\boldsymbol {x}}={\boldsymbol {o}}}  （{\displaystyle {\boldsymbol {o}}} は零ベクトル）
{\displaystyle {\boldsymbol {x}}\neq {\boldsymbol {o}}} より、この斉次連立方程式には非自明な解が存在するから、係数行列は非正則である：
{\displaystyle |A|=0}
{\displaystyle {\tfrac {1}{{a_{n}}^{m}{b_{m}}^{n}}}|A|} は、αi = βj のとき多項式として 0 になるから、因数定理より、αi − βj を因数に持つ：
{\displaystyle {\tfrac {1}{{a_{n}}^{m}{b_{m}}^{n}}}|A|=c\,\textstyle \prod \limits _{i,j}(\alpha _{i}-\beta _{j})}
両辺の (β1 β2 … βm)n の係数を比較すると、c = 1
{\displaystyle \therefore \ |A|={a_{n}}^{m}{b_{m}}^{n}\textstyle \prod \limits _{i,j}(\alpha _{i}-\beta _{j})\quad \blacksquare }

## 係数環が整域の場合
整域R が体 K に含まれるとし、f を n 次、g を m 次 の R 係数多項式とする：
{\displaystyle f(x)=f_{n}x^{n}+f_{n-1}x^{n-1}+\cdots +f_{1}x+f_{0}},
{\displaystyle g(x)=g_{m}x^{m}+g_{m-1}x^{m-1}+\cdots g_{1}x+g_{0}}
f, g は K の代数的閉包上で
{\displaystyle f=f_{m}\textstyle \prod \limits _{i=1}^{n}(x-\alpha _{i})}
{\displaystyle g=g_{n}\textstyle \prod \limits _{j=1}^{m}(x-\beta _{j})}
と因数分解され、終結式 {\displaystyle \operatorname {Res} (f,g)} が定義できる。